# Cultura Independencia I

Áreas de las culturas Independencia I e Independence II alrededor del fiordo de la Independencia.

Independencia I fue una cultura de paleoesquimales que vivió en el norte de Groenlandia y en el Ártico de Canadá entre el 2400 y el 1000 a. C.
Recibe su nombre del fiordo de la Independencia. Vivieron al mismo tiempo que la cultura Saqqaq del sur de Groenlandia. La cultura Independencia II tuvo una extensión geográfica similar a partir del siglo VIII a. C., aproximadamente 600 años después de la desaparición de Independencia I. La ocupación de Independencia I en el norte de Groenlandia parece haber sido mucho más intensa que la de Independencia II.
Las fechas de radiocarbono y las tipologías de viviendas y herramientas no permiten distinguir ningún cambio cronológico en la cultura Independencia I a lo largo de su larga existencia.
La cultura Independencia I desapareció alrededor del año 1000 a. C. por razones desconocidas. Los científicos han debatido considerablemente las razones por las que Independencia I y II surgieron en la aislada parte noreste de Groenlandia, así como la forma en que estas culturas florecieron y desaparecieron.
El explorador danés Eigil Knuth fue el primero en reconocer la existencia de Independencia I y II.